# Polysteganus praeorbitalis
Polysteganus praeorbitalis es una especie de peces de la familia Sparidae en el orden de los Perciformes.

## Morfología
• Los machos pueden llegar alcanzar los 90 cm de longitud total y los 7,800 g de peso.

## Distribución geográfica
Se encuentra en las  costas occidentales del Océano Índico: desde Beira (Mozambique) hasta Algo Bay (Sudáfrica ).